# Resident Evil: Revelations 2
Resident Evil: Revelations 2 (в Японии известна как Biohazard Revelations 2) — видеоигра в жанре survival horror, являющаяся частью серии Resident Evil. Разработана и издана японской компанией Capcom. Выполнена в эпизодической системе (каждый эпизод выходил раз в неделю), релиз игры, состоящей из 4 эпизодов, состоялся в период с 24 февраля по 18 марта 2015 года.

## Игровой процесс
Процесс в игре сосредоточен на активном взаимодействии между персонажами. Для того, чтобы преодолеть большинство препятствий, необходимо грамотным образом использовать возможности обоих протагонистов. Например, Мойра может ослепить неприятелей светом фонарика, а Клэр в это время — сбить монстров с ног. Также Мойра может монтировкой взламывать замки, ломать доски и добивать врагов, когда те уже лежат на земле. В эпизодах за Барри также можно играть за девочку Наталью, которая обладает необычной способностью чуять врагов и указывать на спрятанные предметы. Своим чутьём она не раз спасёт Барри жизнь, особенно при битве с невидимыми монстрами. Также Наталья может пролезать в труднодоступные места.
Многие записки в игре и названия основных и дополнительных эпизодов связаны с произведениями Франца Кафки. В игре и трейлерах можно заметить, что всех персонажей женского пола (любого возраста) называют женщиной. Это тоже отсылка к Францу Кафке.

## Сюжет
Сюжет игры развивается в 2011 году, между событиями пятой и шестой части. Главными героями игры становятся Клэр Редфилд и Мойра Бёртон, а также Барри Бёртон и Наталья Корда. Всё началось с того, что Клэр и Мойра были на вечеринке в штаб-квартире компании против терроризма, под названием «Терра Сейв» (англ. Terra Save).
Вечеринку организовали в честь принятия Мойры Бёртон на работу в ряды сотрудников «Терра Сейв». Спустя некоторое время после начала вечеринки, внезапно в здание ворвались неизвестные вооружённые люди (вероятно наемники) и напали на присутствующих людей, Клэр и Мойре вкололи неизвестный препарат, отчего обе потеряли сознание. Позже, когда Клэр пришла в себя в какой-то заброшенной тюрьме, камера в которой она находилась каким-то образом открылась, а на её руке оказался странный браслет (вскоре мы узнаём, что браслет меняет свой цвет в зависимости от того, насколько человек испытывает страх). Выйдя из камеры и пройдя несколько шагов, Клэр находит Мойру, и они начинают искать выход из тюрьмы. В тюрьме с ними через встроенные динамики из браслетов, связывается некая женщина, которая представляется им надсмотрщицей. После того, как Клэр и Мойра смогли выбраться из тюрьмы, надсмотрщица говорит им, что нужно идти рыбацкую деревню, в бар Воссек, где, по её словам, «начинается жизнь». Далее девушки видят радиовышку и добираются до неё, Мойра пытается отправить сигнал о помощи, Клэр, же поднявшись на вышку, обнаруживает, что они попали на какой-то неизвестный и отдалённый остров посреди океана.
На остров на катере прибывает Барри, и начинает искать свою дочь Мойру. На острове он встречает девочку по имени Наталья, которая не помнит своего прошлого. После преодоления некоторых трудностей Барри и Наталья выходят на ту же вышку, что и Клэр. Зайдя внутрь, они обнаруживают сообщение Мойры, записанное шесть месяцев назад, а Наталья когда-то встречалась с девушками и точно знает, что Мойра мертва.
Во втором эпизоде Мойра и Клэр приходят в Воссек и встречают коллег по работе: Педро Фернандеса и Габриэля Чавеса. Они рассказывают, что убежали от монстров вместе ещё с двумя: Фишером Нилом и Томпсоном Эдвардом. Нил куда-то исчез, а Эдвард умер. Рядом с деревней находится вертолёт, для которого девушки находят аккумулятор и топливо. Педро сообщает, что сигнал надсмотрщицы исходит с башни на вершине. Пока Габриэль работал над вертолётом, включилась сирена, и монстры начали сбегаться с округи прямо к бару, откуда и шёл сигнал тревоги. Вернувшись в Воссек и отключив сирену, Педро от сильного испуга мутировал в монстра. Девушкам приходится убегать от него и отбиваться от других монстров. Тут им на помощь приходит Нил. Девушки убегают с ним, Клэр рассказывает Мойре, что Нил — их шеф. Потом в одном переулочке Нил помогает девушкам подняться на балкон, тут же выбегают монстры. Нил говорит идти девушкам дальше, и что они встретятся в башне.
По пути девушки встречают маленькую девочку в белом потрепанном платье, у которой тоже был браслет (это Наталья, но девушки не знают её имени). Позже, когда произошёл небольшой бой, кто-то похитил девочку.
Сюжет снова переносится вперёд на шесть месяцев. Барри и Наталья идут по пятам девушек по смутным воспоминаниям Натальи. Они попадают в башню и видят картину, на которой нарисованы Альберт и Алекс Вескер. Наталья говорит, что ненавидит Алекс. И тут их прерывает странное существо. Оно отбрасывает Барри в сторону и указывает пальцем на Наталью. На этом эпизод заканчивается.
В третьем эпизоде Клэр и Мойра ищут девочку, но вместо этого находят записку, в которой говорится «Идите на фабрику». Там героини находят лишь значок Нила и проход, закрытый статуей бога Прометея. Надсмотрщица велит им пройти через статую. Чтобы сделать это, им нужно найти две части печени Прометея. Найдя части, пройдя через кучу головоломок и монстров, они входят на фабрику и через пару комнат попадают в машинное отделение, которое полыхает огнём и скоро взорвётся. Выпрыгнув с балкона, Клэр и Мойра следуют дальше через канализацию и попадают в подвал башни с могилами. Поднявшись, героини оказываются в большой комнате. Там несколько дверей. Одна из них оказывается кабинетом Нила. Там лежит папка, в которой содержатся имена тех, кого похитили на вечеринке в начале игры. Клэр понимает, что Нил предал «Терра Сейв». За этим же столом девушки видят то, что записывает камера в данный момент. Некая женщина травит Нила неизвестным вирусом и называет его глупцом. В зале спускается лифт, из которого выходит Нил. Он мутирует в огромного монстра и попутно рассказывает, что хотел возродить ФКБ, а для этого ему нужны были образцы вируса, которые он рассчитывал получить от Вескер. Когда монстр погибает, девушки входят в лифт и поднимаются вверх, к Надсмотрщице. Но в лифт проникает Нил, схватив Мойру. Клэр втыкает ему нож в грудь и все трое падают вниз. Клэр поднимается и, хромая, подходит к Мойре. Сзади на неё падает обессилевший Нил в образе монстра, Клэр роняет пистолет. Здесь предстает выбор: или схватить пистолет за Клэр, после чего та убьёт монстра, или переключиться на Мойру, чтобы девушка доползла до пистолета, преодолевая воспоминания инцидента со своей сестрой (этим и объясняется резкий отказ Мойры от использования огнестрельного оружия, Мойра боится его после инцидента из детства, в котором пострадала её сестра Полли, также выясняется, что именно из-за этого происшествия у неё такие тяжёлые и очень напряжённые отношения с отцом) и убила Нила. От этого зависит концовка.
В четвёртом эпизоде Клэр и Мойра, наконец добираются до Алекс Вескер. Они доезжают на лифте до комнаты Алекс, и видят что кроме неё, там находится и Наталья, но без сознания. Происходит небольшой диалог. Алекс хочет перенести свой разум в Наталью, так как больна. После этого Вескер со словами: «Смерть — единственный путь спастись» стреляет себе в голову. Звучит тревога. Девушки должны уходить. Спустившись, они встречают на пути множество опасностей: резкие обрывы, большая высота, мутанты. И вот уже в конце пути на Мойру падает плита. Девушка не может выбраться и просит Клэр не возвращаться за ней. Клэр, недолго думая, прыгает с уступа в воду…
Барри снится сон. Он видит, как Клэр везут в больницу. Барри интересуется, что с Мойрой, Клэр не успевает сказать… Но это только сон и тем временем, Барри и Наталья почти закончив идти по следу девушек, всё больше понимают, что Мойра мертва. Становится ясно, что Алекс каким-то образом выжила. И вот они также достигают Алекс. Она хочет уничтожить «ложную» Наталью, так как полагает, что по какой-то причине она, Алекс, осталась в старом теле, а в тело Натальи переселилась её копия. Барри предстоит бой с ней…
После боя героя ждёт финал.
Плохой финал (Клэр убивает Нила):
Барри не успевает прикончить Алекс, и та пытается раздавить Наталью. Наталья активирует скрытые в себе силы, данные ей вирусом, и уничтожает «старое» тело Алекс вместе с заключённой в ней душой Натальи. Барри видит это, встает с колен и произносит: «Наталья. Ты что?…». «Наталья» же говорит, что Барри может теперь звать её Алекс. Барри хочет пристрелить Алекс в теле Натальи, но не может после всего, что он пережил с девочкой вместе. Алекс оставляет его одного и уходит, усмехаясь. Она победила.
Хороший финал (Мойра убивает Нила):
Барри не успевает прикончить Алекс. Но тут появляется Мойра (которая выжила, переборов свой страх к оружию) и стреляет в Алекс. Барри, Наталья и Мойра бегут с места битвы. Но путь заводит их к обрыву. Алекс снова готова к битве, и настигает главных героев. Но тут появляется Клэр на вертолёте (которая тоже выжила, попав в больницу) и забирает на борт Наталью и Мойру, а Барри решает продолжить битву под прикрытием Клэр. После затяжной битвы, Барри и Клэр побеждают.
Барри залезает в вертолёт, и все улетают. В вертолёте Барри говорит, что должен наверстать упущенное и обещает удочерить Наталью. Далее после титров идет кат-сцена в доме Барри и Мойры. Мойра кричит: «Наталья, ты наверху? Спускайся и приготовься.». Позже игроку показывают саму Наталью. Она произносит фразу: «Клетка отправилась на поиски птицы. Но птица исчезла. Птица изменилась.» (Франц Кафка). Таким образом, становится ясно, Алекс удалось пересадить свой разум Наталье…

## Отзывы и продажи
| Сводный рейтинг       | Сводный рейтинг |
| Агрегатор             | Оценка |
| --------------------- | --- |
| GameRankings          | 75,22 % (XONE) 75,12 % (PS4) 78,93 % (Switch)                                                                                          |
| Metacritic            | 75/100 (PS4, 30 обзоров) 75/100 (Xbox One, 22 обзоров) 74/100 (PC, 14 обзоров) 65/100 (PSVita, 12 обзоров) 73/100 (Switch, 17 обзоров) |
| Русскоязычные издания | |
| Издание               | Оценка |
| PlayGround.ru         | 7,5/10 |
| Riot Pixels           | 72 % |

| Игра          | GameRankings               |
| ------------- | -------------------------- |
| Penal Colony  | PS4: 73,62 % XONE: 70,94 % |
| Contemplation | 73,64 %                    |
| Judgment      | 72,73 %                    |

Игра получила преимущественно положительные отзывы на платформах PlayStation 4 и Xbox One, а также смешанные отзывы на платформах PC, PlayStation Vita и Nintendo Switch.
Летом 2018 года, благодаря уязвимости в защите Steam Web API, стало известно, что точное количество пользователей сервиса Steam, которые играли в игру хотя бы один раз, составляет 658 030 человек.